# Krnjina
Kërninë en albanais et Krnjina en serbe latin (en serbe cyrillique : Крњина) est une localité du Kosovo située dans la commune/municipalité d'Istog/Istok et dans le district de Pejë/Peć. Selon le recensement kosovar de 2011, elle compte 538 habitants, dont une majorité d'Albanais.

## Démographie

### Évolution historique de la population dans la localité
| 1948 | 1953 | 1961 | 1971 | 1981 | 1991 | 2011 |
| ---- | ---- | ---- | ---- | ---- | ---- | ---- |
| 533  | 585  | 703  | 741  | 830  | 840  | 538  |

|  |